# Thamnobryum malgachum
Thamnobryum malgachum là một loài Rêu trong họ Neckeraceae. Loài này được (Cardot) O'Shea miêu tả khoa học đầu tiên năm 1995.